# 小寺春樹
小寺 春樹（こてら はるき、1953年2月12日 - ）は、日本製粉の代表取締役社長。奈良県生まれ。
1975年に静岡大学農学部卒業後、日本製粉に入社。
2006年取締役、2008年常務、2011年専務執行役員を経て、2012年に代表取締役社長に就任。
日本国内22の製粉会社でつくる製粉協会会長も務めていた。